# 4240 Grün
4240 Grün è un asteroide della fascia principale. Scoperto nel 1981, presenta un'orbita caratterizzata da un semiasse maggiore pari a 2,9389714 UA e da un'eccentricità di 0,1094343, inclinata di 1,15081° rispetto all'eclittica.